# Peter Dreßen (Politiker, 1943)
Peter Dreßen (* 9. September 1943 in Freiburg im Breisgau) ist ein deutscher Politiker der SPD und Gewerkschafter. Er war zwischen 1994 und 2005 Mitglied des Deutschen Bundestages.

## Leben
Peter Dreßen besuchte die Volksschule und absolvierte anschließend eine Kaufmännische Lehre. Später folgte eine Weiterbildung zum Betriebswirt an der Akademie Meersburg. Von 1972 bis 1980 war er als SPD-Unterbezirksgeschäftsführer und von 1980 bis zu seinem Eintritt in den Bundestag 1994 DGB-Kreisvorsitzender von Freiburg und Breisgau. Er ist evangelisch, verheiratet und hat drei Kinder.
Er war seit 1982 alternierender Vorsitzender der AOK Emmendingen und des Verwaltungsausschusses des Arbeitsamtes Freiburg. Zudem war er seit 1980 ehrenamtlicher Richter beim Arbeitsgericht Freiburg. Seit dieser Zeit war er auch Mitglied im Berufsbildungsausschuss der Industrie- und Handelskammer Freiburg, des  Universitätsbeirates der Universität Freiburg und im Wirtschaftsbeirat der Stadt Freiburg. Er legte mit dem Eintritt in den Bundestag die Ämter, mit Ausnahme der Funktionen bei der AOK, nieder.
Seit 1970 ist er Mitglied der IG Metall und Mitglied der Arbeiterwohlfahrt.

## Politik
Seit 1968 ist Peter Dreßen Mitglied der SPD und war für seine Partei von 1971 bis 1994 Stadtrat der Kreisstadt Emmendingen. Von 1973 bis 1985 wurde er in den Kreistag des Landkreises Emmendingen gewählt.
Er war vom 10. November 1994 bis zum 17. Oktober 2005 Mitglied des Deutschen Bundestages. Er wurde über die Landesliste der SPD in Baden-Württemberg gewählt. Bei der Bundestagswahl 2005 trat er nicht mehr an. Er war unter anderem ordentliches Mitglied im Ausschuss für Arbeit und Sozialordnung.